# 台灣百合

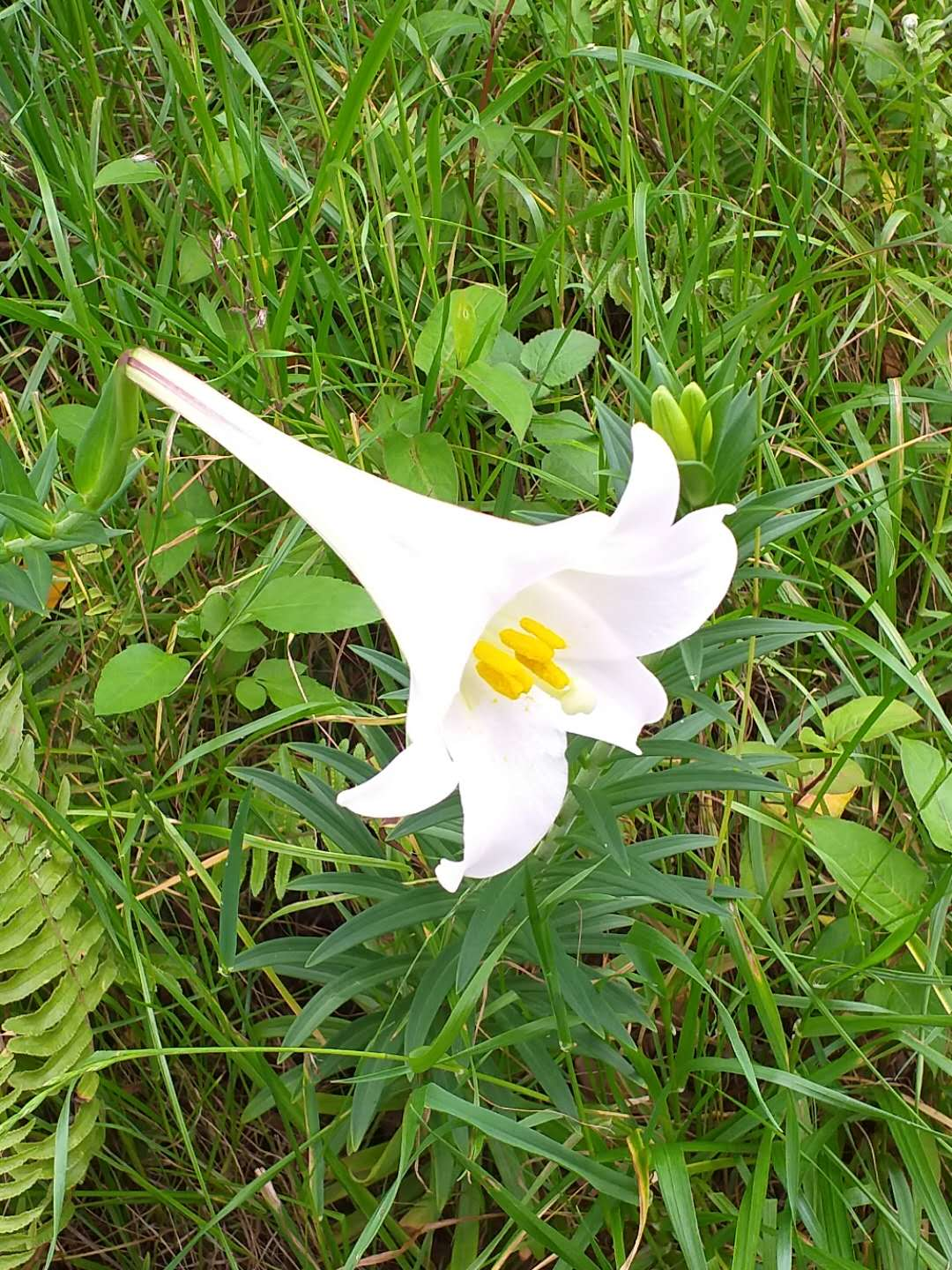
台灣百合

台灣百合為百合屬多年生的被子植物，為台灣特有的百合屬植物，因而以「福爾摩沙」作為種名，屬於四種台灣原生百合之一；另外有小葉台灣百合（Lilium formosanum var. microphyllum），為其小葉種的變種。
台灣百合的花冠呈現六角形喇叭狀，葉子呈線狀披針形排列，莖細長直挺且少有分枝，鱗莖深植於土壤中，單株通常只開2朵或數朵的花朵，有的會開數十朵，少數也有多達百朵，生長高度從10公分到120公分都有。野生開花時間平均為4月到9月，而且隨著生長地不同花期也不一樣，大至上單朵花瓣可開放7到10天，當一大群百合花花群聚生長可長達1個月。因為適應性強，可生長在差異大的生態環境之特性，故在台灣分布極廣，南從屏東，北至東北角風景區沿海及各小島，如蘭嶼、綠島，地點從海岸邊到海拔3000多公尺的高山上都可發現到它們的蹤跡，為了適應其各地生長環境，具有多種不同差異的族群生長形態。
近年來在台灣栽培極為盛行百合切花，逐漸成為台灣重要的新興花卉經濟作物之一。因為花型美好且芳香典雅，野生種近幾十年在過度摘採之下生長範圍銳減，野外多出現在人跡不易到達之處，例如海岸邊的懸崖峭壁。近年台灣興起野生保育的概念，民間以及政府單位都有栽植復育台灣百合的活動。

## 別名典故
台灣百合通俗別名包括了kavaluan（排灣語）、ungalj（排灣語）、野百合、喇叭花、通江百合、高砂百合、司公鈃仔花、司公鈃（臺灣話：sai-kong-giang）、山蒜頭（臺灣話：suann-suàn-thâu）、叭哈花（臺灣客家語四縣腔：ba haˇ faˊ）、山石蒜、山蒜瓣、山棧花等等。另外有俗稱打碗花（臺灣客家語海陸腔：daˊ vonˊ faˋ ）的名稱，典故源於客家長者口耳相傳，因為台灣百合生長於水源處附近，摘花會破壞環境生態，就好像打破賴以維生的碗一般。
台灣原住民之中，魯凱族將台灣百合視為極為崇高的植物，魯凱語稱之「bariangalay」。據傳說曾有一位巴冷公主為了守護族人，將自己嫁給了百步蛇王的化身。台灣百合便是在他們的婚禮舉行後出現於湖水旁的聖花。過去在日治時期，台灣百合是只有頭目一類地位崇高者才能於特殊場合－－女性婚嫁或是男性捕獵到五隻以上的山豬之時－－方得配戴的花朵。但這樣的尊高卑低隨著民主開放後，魯凱族人漸漸將配戴百合的權力開放給全體族人。

## 形態特徵

### 中國植物誌中的台灣百合Lilium formosanum[13]
- 鱗莖近球形，高2-3釐米，直徑2-4釐米；鱗片矩圓狀披針形至披針狀卵形，白色或帶黃色。莖高20-55釐米，有的帶紫紅色，有的有小乳頭狀突起。葉散生，條形至窄披針形，長10-12釐米，寬4-7毫米，全緣，兩面無毛。花1-2朵，有時3-10朵排成近傘形，有香氣，平展，喇叭形，筒部細，向上逐漸擴大，白色，外面帶紫紅色；花被片先端反捲，長11.5-14.5釐米；外輪花被片倒披針形，寬約2.2釐米；內輪花被片匙形，寬達3釐米，蜜腺槽綠色，無乳頭狀突起，少有具不明顯的乳頭狀突起；花絲長約10釐米，扁平，近基部有細小突起，花藥矩圓形，長約1釐米；子房圓柱形，長約5釐米，粗4毫米；花柱長6.5釐米，無毛，柱頭膨大，3裂。蒴果直立，圓柱形，長7-9釐米，寬2釐米。花期據Wilson記載，在低海拔地區每月開花，在2000-3300米地區7-8月開花。
- 產於台灣。生於海拔3500米以下的向陽草坡。

### 台灣維管束植物簡誌中的台灣百合Lilium longiflorumvar.formosanum[14]
- 葉無柄，基部抱莖，線形至披針線形，長7-20 cm，寬4-15 mm。花柄長4-9 cm；花被片長10-15 cm，白色，中肋外面紅褐色，內面淺綠色。蒴果長橢圓形，長4-7 cm。
- 全島海平面至高海拔山野（高山頂除外）開闊處。

## 生長與開花習性
台灣百合為種子盛產種，種子繁殖屬於暖溫型。其果實平均種子數量大約為1500－1900粒。生長於高海拔地帶2000公尺所採得的族群，其發芽適應溫度範圍約為4－25℃之間，若在恆溫箱保持於9－20℃內培養，於2－4週內可取得到超過95%發芽率。生長於低海拔200公尺的族群種，其發芽溫度範圍約為14－22℃較窄，在較高溫度時，則需要光線以促進發芽速率，於3－4週完成發芽。
生長週期可分為簇生期、抽莖期、露蕾期及開花期。長時間日照處理亦可促進莖上葉展開速率、節間伸長、提早露蕾及開花。在種子發芽後，會逐漸形成大量簇生葉，緊密附著生於地下短縮的莖盤上，簇生葉之葉鞘部位會形成肥大的鱗片狀，此為簇生期。簇生的幼苗縮莖之莖頂伸長之後，會逐漸生長為地上莖，此時為抽莖期。
促成抽莖期與是否採用低溫處理有關，若以5℃低溫處理3-4週左右，則可有效促進形成花芽以及抽莖。若生長於日夜溫度25－20℃時，抽莖、露蕾及開花三個階段，分別需要4－5週左右，因此大約只需l2週即可開花。若苗期生長於高溫25－20℃的植株，其生長勢較低溫20－15℃時，會具較多的簇生葉，總葉面積亦較高，其地下鱗莖及花朵數亦多。
與其他百合比較，台灣百合實生苗栽培具早熟性，亦適用於如低溫、長日照處理等的促成栽培措施來調節花期。

## 用途
經濟用途為切花或園藝用，亦可作為食用，生食或煮食均可。藥用功能和其他百合花相近，取其鱗莖，地下鱗莖球形成瓣狀，略帶苦味，但具清香，可以益陰、安神、歛嗽等。早年在野外仍相當茂盛的時候，亦是取代藥用百合的來源。

## 衍生意涵
因於台灣百合有如下特點，衍生出各項代表意涵：
- 台灣固有種——象徵著自主性[16]；

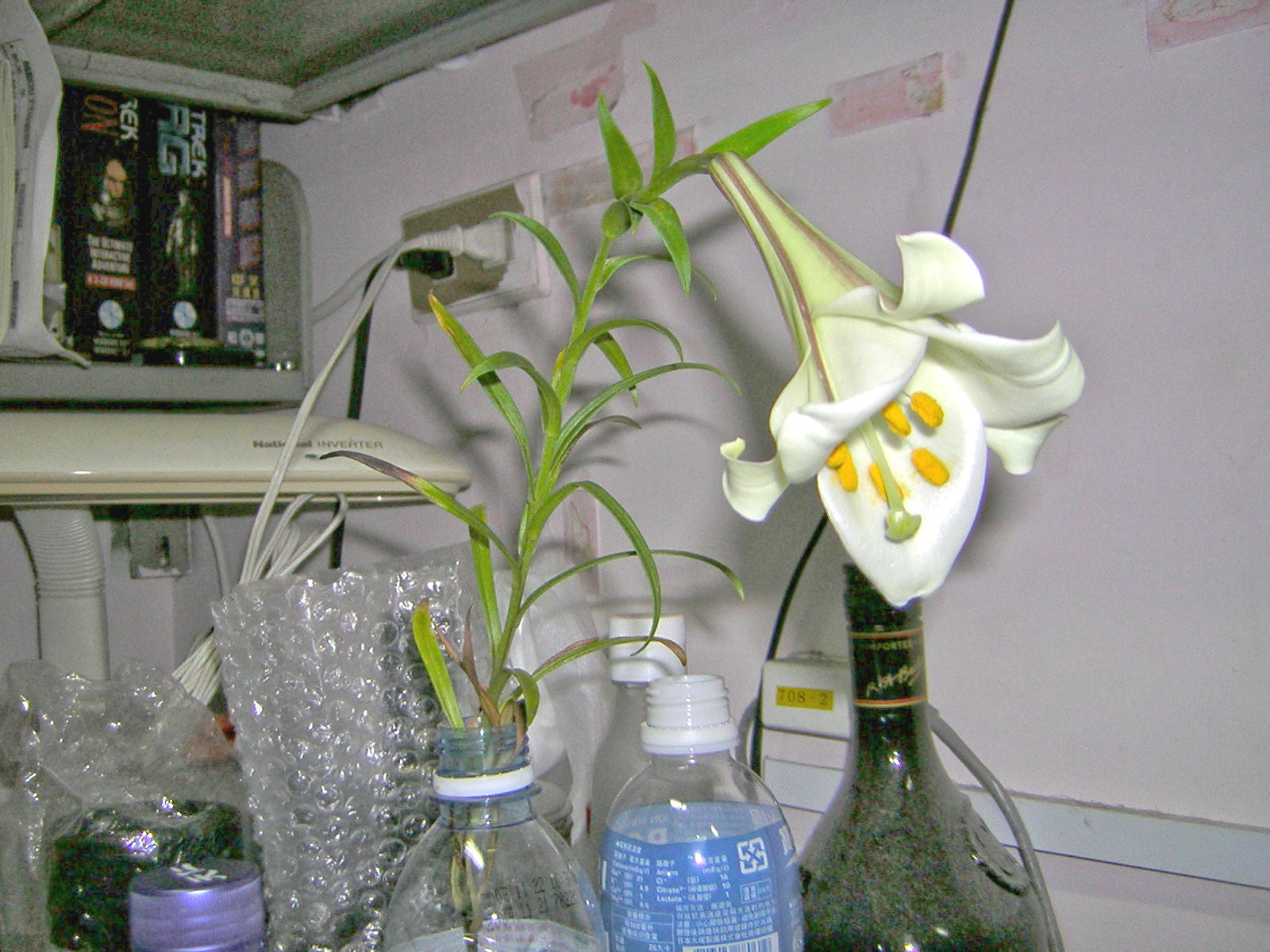
盛開中的台灣百合

- 生育地廣布——反映台灣人民的草根性，滿是旺盛的生機[16]；
- 生命力強——在惡劣的生長環境下，依舊堅韌地綻放[16]；
- 深根——鱗莖深植土中，代表深根厚植精神[9]；
- 純潔——具有雪白帶暈的大型白色喇叭花代表純潔，又象徵自由和平與公義之社會理想[9]；
- 崇高性——被魯凱族人用以代表一生最崇高榮耀[9]。

## 相關事件
在台灣的政治史上，台灣百合出現在幾回歷史事件中，包括了：
- 1990年的野百合學運[16]。
- 1997年在建國黨舉辦的「台灣國花選拔活動」中勝出[17]。
- 2006年由台灣行政院新聞局舉辦的台灣意象票選活動中列入候選名單之一[18]。